# Anomalepididae
Anomalepidae é uma família de répteis escamados da subordem Serpentes, não venenosos, encontrados na América do Sul e América Central. São similares ao Typhlopidae, exceto algumas espécies que possuem somente um único dente no maxilar inferior. Atualmente são reconhecidos 4 gêneros e 15 espécies

## Descrição
São serpentes pequenas, normalmente menores que 30 cm de comprimento, com cabeças curtas e atenuadas, rabo atenuado e olhos vestigiais.

## Géneros
| Gênero e autor             | Nome comum | Espécies |
| -------------------------- | ---------- | -------- |
| Anomalepis Jan, 1860       |            | 4        |
| Helminthophis Peters, 1860 |            | 3        |
| Liotyphlops Peters, 1881   |            | 7        |
| Typhlophis Fitzinger, 1843 |            | 1        |